# Glen Davis
Ronald Glen Davis (nascut l'1 de gener de 1986 a Baton Rouge, Louisiana), també conegut pel seu sobrenom Big Baby, és un jugador de bàsquet professional estatunidenc que juga als Orlando Magic de l'NBA. La seva alçada és de Error: utilitzeu unitats del sistema internacional, pesa 131,1 kg i juga a la posició d'aler pivot.

## Biografia

### Universitat
Els entrenadors de la Conferència del Sud-est el van votar com el Millor Jugador del 2006 de la Conferència del Sud-est, i també va ser elegit pel primer equip de l'All-SEC. El 2006, com a sophomore, Davis va liderar els Tigers a la seva primera Final Four des del 1986. En un partit de les Semifinals Nacionals, LSU va perdre contra l'UCLA, perdent amb una diferència àmplia a la primera part i sense plantejar-se cap remuntada. Davis va fer 17 punts i va tenir un percentatge d'un 40% en tirs lliures abans de ser expulsat.
Al llarg de la seva carrera universitària va tenir una mitjana de 17,7 punts, 10,4 rebots i 2,3 assistències per partit.

## Estadístiques de l'NBA

### Temporada regular
| Any     | Equip  | PG | PT | MPP  | TC%   | 3P%   | TL%   | RPP | APP | PRPG | TPP | PPP |
| ------- | ------ | -- | -- | ---- | ----- | ----- | ----- | --- | --- | ---- | --- | --- |
| 2007-08 | Boston | 69 | 1  | 13.6 | 0.484 | 0.000 | 0.660 | 3.0 | 0.4 | 0.4  | 0.3 | 4.5 |
| Carrera |        | 69 | 1  | 13.6 | 0.484 | 0.000 | 0.660 | 3.0 | 0.4 | 0.4  | 0.3 | 4.5 |

### Playoffs
| Any     | Equip  | PG | PT | MPP | TC%   | 3P%   | TL%   | RPP | APP | PRPG | TPP | PPP |
| ------- | ------ | -- | -- | --- | ----- | ----- | ----- | --- | --- | ---- | --- | --- |
| 2007-08 | Boston | 17 | 0  | 8.1 | 0.412 | 0.000 | 0.611 | 1.5 | 0.4 | 0.3  | 0.2 | 2.3 |
| Carrera |        | 17 | 0  | 8.1 | 0.412 | 0.000 | 0.611 | 1.5 | 0.4 | 0.3  | 0.2 | 2.3 |